# Železniška postaja Hrpelje - Kozina
Železniška postaja Hrpelje - Kozina je ena izmed železniških postaj v Sloveniji, ki oskrbuje bližnji naselji Hrpelje in Kozino.
V okviru postaje se tu nahaja tudi center vodenja prometa za celotno železniško progo Divača–Koper. Železniški mejni prehod za tovorne vlake proti hrvaški Istri ima interno oznako 557.